# Президентские выборы в Аргентине (1916)
Двенадцатые в истории Аргентины президентские выборы состоялись 2 апреля 1916 года. Новым президентом Аргентины был избран  Иполито Иригойен, лидер партии Гражданский радикальный союз (UCR). Это были первые в истории Аргентины президентские выборы после ликвидации однопартийного режима «консервативной» или «олигархической республики» (1880—1916).
Вице-президентом стал радикал Пелахио Луна, доктор юриспруденции, член Национального собрания 1892 года и активный участник Парковой революции.

## Избирательная система
Особенностью выборов 1916 года было то, что они стали первыми в истории Аргентины президентскими выборами после введения в стране тайного голосования и обязательного всеобщего избирательного право для мужчин старше 18 лет, устранив существовавшую до того времени систему «открытого голосования», которая исторически характеризовалась массовыми фальсификациями, насилием, покупкой голосов и крайне низкой явкой, что позволило Национальной автономистской партии (PAN) контролировать власть без смены в течение 40 лет (1876—1916). Доля населения, принявшего участие в выборах возросло с 1—2 % населения за период 1854—1910 годов до 8,8 %, хотя права голосовать и быть избранным по-прежнему были лишены женщины и жители десяти национальных территорий. Из 8,3 млн жителей Аргентины право голосовать в 1916 году имели 1 189 254 человек, приняли участие в голосовании — 747 471.
В качестве списка избирателей использовался список обязательной военной службы, установленный в 1901 году. Согласно конституции выборы президента и вице-президента должны были осуществляться косвенно и раздельно, делегируя окончательные выборы каждого из них провинциальным коллегиям выборщиков, избранных по системе неполных списков, при этом две трети мест выборщиков в каждом избирательном округе получал победитель голосования и треть кандидат, занявший второе место. В 1916 году Аргентинская Республика состояла из пятнадцати избирательных округов (14 провинций и столичный город Буэнос-Айрес).

## Предыстория
На предыдущих выборах, в 1910 году, победил Роке Саэнс Пенья, лидер реформистского крыла Национальной автономистской партии (PAN), которая управляла страной непрерывно с 1876 по 1916 год, установив фактически однопартийный режим. Став президентом, Саэнс Пенья начал процесс демократизации, добиваясь от Конгресса принятия закона, который гарантировал бы всеобщее, тайное и обязательное голосование для мужчин. Преодолев сопротивления консервативной оппозиции в Конгрессе Саэнс Пенья добился одобрения 10 февраля 1912 года Закона № 8871 (известного как Закон Саэнса Пенья), который демократизировал политическую систему Аргентины и покончил с однопартийностью.
Первыми выборами в соответствии с этим законом стали парламентские выборы 1912 года, на которых консервативное крыло PAN одержало победу с небольшим перевесом. В то же время, Гражданский радикальный союз (UCR) во главе с Иполито Иригойеном, впервые за много лет отказавшийся от бойкота выборов, добился хорошего результата, выиграв пост губернатора провинции Санта-Фе. И хотя в 1914 году, на следующих парламентских выборах, консерваторы смогли сохранить большинство, но UCR в более чем в два раза расширил своё представительство в Конгрессе, сделав весомую заявку на национальное лидерство. Саэнс Пенья не дожил до завершения перехода к демократии, скончавшись 9 августа 1914 года прежде чем истёк срок его полномочий. Сменивший его на посту президента вице-президент Викторино де ла Пласа придерживался политики своего предшественника, продолжая переходный период и демонстрируя нейтральную позицию по отношению к консерваторам, которые хотели его поддержки перед лицом неизбежных президентских выборов.

## Избирательная кампания
После принятия закона Саэнса Пенья и в преддверии конца консервативного режима публицист и депутат Конгресса от Санта-Фе Лисандро де ла Торре, лидер оппозиционной Южной лиги, начал переговоры об объединении консервативных и либеральных сил, что позволило бы создать привлекательную альтернативу радикалам. Однако из-за своих социально-либеральных и прогрессистских взглядов и настойчивого стремления стать кандидатом в президенты ему не удалось привлечь на свою сторону всех консервативных лидеров, в первую очередь губернатора провинции Буэнос-Айрес Марселино Угарте, главу самого консервативного крыла PAN и Консервативной партии Буэнос-Айреса. В результате, заручившись поддержкой ряда провинциальных партий Де ла Торре 14 декабря 1914 года создал собственную партию, Прогрессистско-демократическую (PDP). К новой партии присоединились такие влиятельные политики как экс-министры Хоакин В. Гонсалес, Индалесио Гомес, Карлос Ибаргурен, Мариано Демария и Карлос Родригес Ларрета, юрист, историк и дипломат Хосе Мария Роса, экс-президент Палаты депутатов Алехандро Карбо, писатель и политик Густаво Мартинес Субирия, генерал Хосе Феликс Урибуру и другие. Сначала Де ла Торре хотел назвать новую партию Прогрессистской, но 16 декабря после дебатов среди партийных лидеров было выбрано название «Прогрессистско-демократическая». К выборам 1916 года PDP сформировалась по всей стране как реальная политическая сила, способная занять второе место.
После победы на президентских выборах Саэнса Пеньи Национальная автономистская партия (PAN) разделилась на небольшие провинциальные фракции, некоторые из которых пользовались влиянием и по прежнему побеждали на провинциальных выборах, но на национальном уровне ни одна из них не могла претендовать на безусловное лидерство. Самой могущественной из этих фракций была Консервативная партия провинции Буэнос-Айрес, самой густонаселённой в стране. Первоначально главным претендентом на поддержку консерваторов был Лисандро де ла Торре, которого рассматривали как человека, способного объединить консерваторов и либералов, чтобы конкурировать на выборах с радикалами. Однако часть консервативных кругов отвергли Де ла Торре и провинциальные фракции автономистов создали блок «Консервативная концентрация» во главе с Марселино Угарте. Сам Угарте отказался от выдвижения в президенты в пользу Анхеля Долорес Рохаса, который до этого был губернатором провинции Сан-Хуан.
20 марта 1916 года в Швейцарском доме в Буэнос-Айресе открылся съезд Гражданского радикального союза, на котором присутствовало 138 делегатов. В первый день съезда были сформированы две комиссии, одна из которых должна была обсудить вопрос введения Конституции в действие после многих лет институциональных волнений, а вторая встретиться с президентом Викторино де ла Пласа с целью потребовать проведения чистых и свободных выборов. После того как на следующий день переговорщики не вернулась с обнадёживающими новостями делегаты не смогли прийти к единому мнению об участии в предстоящих президентских выборах, поэтому заседание было отложено и продолжилось 22 марта в театре Онрубия, где также должны были быть избраны кандидаты в президенты и вице-президенты.
С восьми утра театр был забит народом и царила нервозность, поскольку, хотя было известно, что Иригойен победит при почти единогласной поддержке, делегаты знали, что он откажется от выдвижения. В 10:30 утра началось голосование; за выдвижение Иригойена проголосовали сто пятьдесят делегатов, за кандидатуру Леопольдо Мело было подано два голоса, а за Марсело Т. де Альвеара, Хосе Камило Кротто и Висенте Галло — по одному. Кротто отклонил поданный за него голос, заявив, что только Иригойен может быть кандидатом радикалов. Затем был избран кандидат на пост вице-президента, им стал Пелахио Луна из Ла-Риохи с 81 голосом против 59 у Галло, в то время как Хоакин Кастельянос и Мело получили по одному голосу каждый. Тем временем у дома Иригойена собралась демонстрация его сторонников, а сам он выразил намерение отказаться от своей кандидатуры. После этого Кротто предложил сформировать комиссию делегатов с тем, чтобы убедить Иригойена согласиться на выдвижение своей кандидатуры Назначенные съездом делегаты Гуидо и Ойханарте отправились к Иригойену сообщить, что, если он откажется от своей кандидатуры, партия не будет участвовать в выборах.. В конце концов Иригойен дал согласие баллотироваться в президенты.
Ещё ранее, группа членов UCR в провинции Санта-Фе, которые не поддерживали Иригойена и возглавляемые Родольфо Леманном, основали свою партию, Гражданский радикальный союз диссидентов. 2 февраля 1916 года диссиденты UCR при поддержке Прогрессистско-демократической партии с небольшим перевесом выиграли выборы губернатора Санта-Фе в обмен на поддержку лидера прогрессистов Лисандро де ла Торре на президентских выборах того же года.
Социалистическая партия к 1916 году ПС стала главной политической силой в федеральной столице и имела слабую, но организованную структуру в большинстве провинций. В то же время партия столкнулась с серьёзным кризисом после того, как один из её лидеров, Альфредо Паласиос (первый депутат-социалист в Латинской Америке) и потенциальный кандидат в президенты, был исключен из неё в 1915 году за участие в дуэли, что было запрещено уставом партии. После изгнания Паласиоса новым лидером социалистов стал врач, журналист, писатель и парламентарий Хуан Баутиста Хусто. В прошлом Хусто был членом Гражданского союза и участником Парковой революции 1890 года, участвовал в создании Гражданского радикального союза. Однако в 1896 году, будучи сторонником рыночного социализма и самоуправляемого кооперативного движения, он принял участие в основании Социалистической партии.

## Выборы
Явка составило 62,85 % зарегистрированного электората. Уверенную победу одержал лидер Гражданского радикального союза Иполито Иригойен, набрав 47,25 % голосов избирателей. Он выиграл шесть округов (федеральная столица, Энтре-Риос, Кордова, Сантьяго-дель-Эстеро, Тукуман и Мендоса), получив 133 выборщика (44,33 %), тем самым не набрав абсолютного большинства, необходимого в коллегии выборщиков. Второй по популярности кандидат, Анхель Долорес Рохас от коалиции «Консервативная концентрация» (автономисты, Народная партия, Демократический союз, Гражданская концентрация, Автономистская партия Корриентеса и Провинциальная партия Жужуя) победил в 6 провинциях Буэнос-Айрес, Корриентес, Ла-Риоха, Жужуй, Сальта и Сан-Хуан). Третьим стал кандидат Прогрессистско-демократической партии Лисандро Де ла Торре, победивший в провинциях Катамарка и Сан-Луис.
Переговоры в Коллегии выборщиков были трудными, и радикалы, и консерваторы пытались привлечь на свою сторону прогрессивных демократам и радикалов-диссидентов из провинции Санта-Фе, что бы достичь абсолютного большинства. Наконец, девятнадцать радикалов-диссидентов согласились проголосовать за Иригойена, который, таким образом, получил большинство в 152 голоса из 300.

## Результаты

### Итоги голосования избирателей
| Кандидат                     | Кандидат                     | Партия                                | Голоса    | %     | Выборщики | %     |
| ---------------------------- | ---------------------------- | ------------------------------------- | --------- | ----- | --------- | ----- |
|                              | Иполито Иригойен             | Гражданский радикальный союз          | 340 802   | 47,25 | 133       | 44,33 |
|                              | Анхель Долорес Рохас         | Консервативная концентрация           | 150 245   | 20,83 | 70        | 23,33 |
|                              | Лисандро Де ла Торре         | Прогрессистско-демократическая партия | 135 308   | 18,76 | 64        | 21,33 |
|                              | Хуан Б. Хусто                | Социалистическая партия               | 66 397    | 9,21  | 14        | 4,67  |
|                              | Нет кандидата                | Диссиденты ГРС                        | 28 116    | 3,90  | 19        | 6,33  |
|                              | Нет кандидата                | Аргентинская социалистическая парти   | 347       | 0,05  | —         | —     |
| Действительных голосов       | Действительных голосов       | Действительных голосов                | 721 215   | 96,49 |           |       |
| Недействительных голосов     | Недействительных голосов     | Недействительных голосов              | 26 256    | 3,51  |           |       |
| Явка                         | Явка                         | Явка                                  | 747 471   | 62,85 |           |       |
| Зарегистрировано избирателей | Зарегистрировано избирателей | Зарегистрировано избирателей          | 1 189 254 | 100   |           |       |
| Источники:                   |                              |                                       |           |       |           |       |

### Итоги голосования выборщиков
Коллегии выборщиков собрались 12 июня 1916 года в столицах каждой провинции и в городе Буэнос-Айрес, провозгласив Иполито Иригойена и Пелахио Луну победителями. 20 июля 1916 года Законодательное собрание, Палата депутатов и Сенат окончательно утвердили выборы. В провинции Санта-Фе коллегия выборщиков отклонила 9 выборщиков-радикалов и вместо них утвердила 9 выборщиков от прогрессивных демократов.
| Кандидат | Кандидат             | Партия                                | Голоса | %     |
| -------- | -------------------- | ------------------------------------- | ------ | ----- |
|          | Иполито Иригойен     | Гражданский радикальный союз          | 152    | 51,01 |
|          | Анхель Долорес Рохас | Консервативная концентрация           | 104    | 34,90 |
|          | Лисандро Де ла Торре | Прогрессистско-демократическая партия | 20     | 6,71  |
|          | Хуан Баутиста Хусто  | Социалистическая партия               | 14     | 4,69  |
|          | Алехандро Карбо      | Прогрессистско-демократическая партия | 8      | 2,69  |
| Всего    | Всего                | Всего                                 | 298    | 100   |

## Галерея

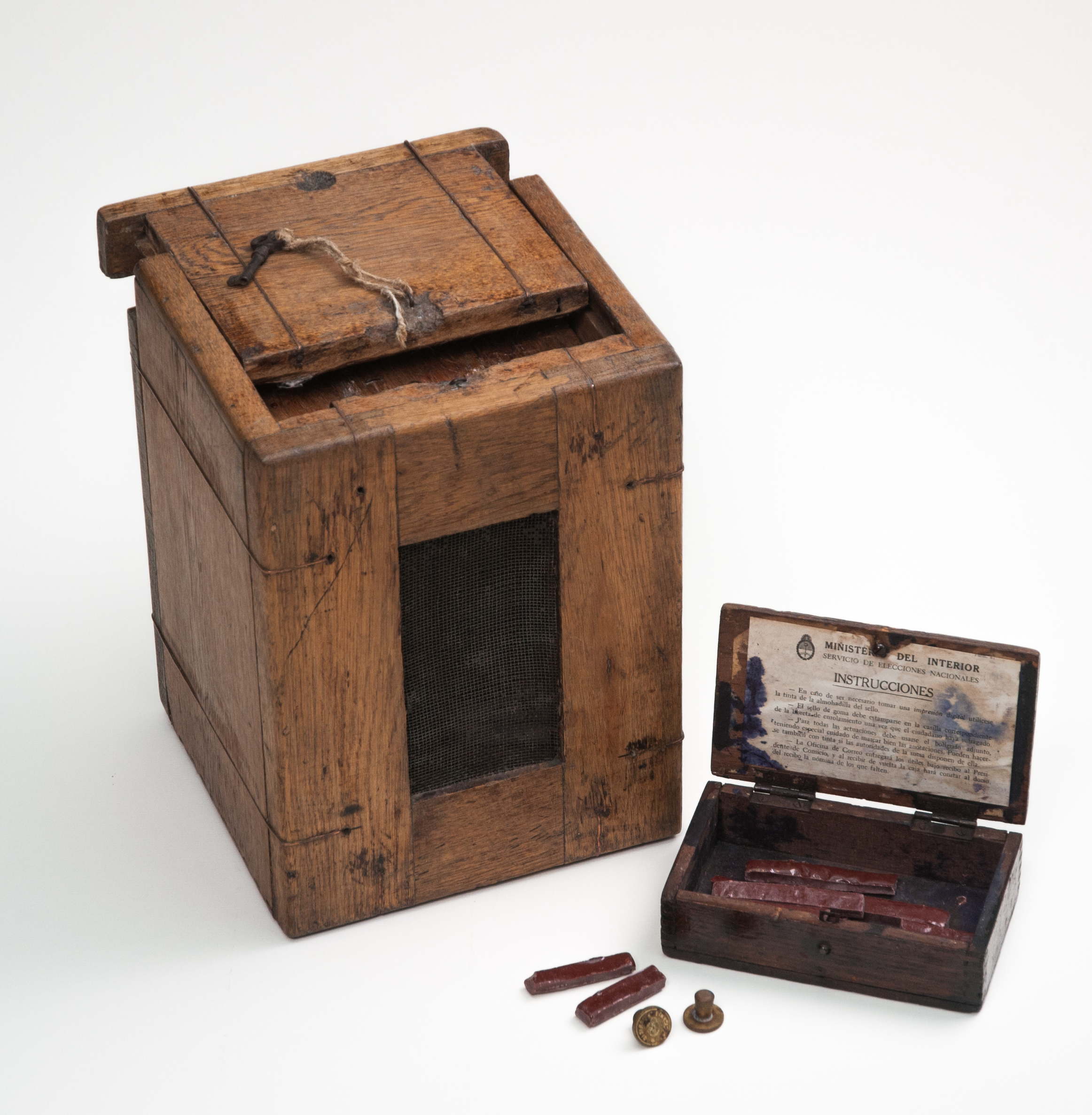
Урна для голосования 1916 года (Музей двухсотлетия).
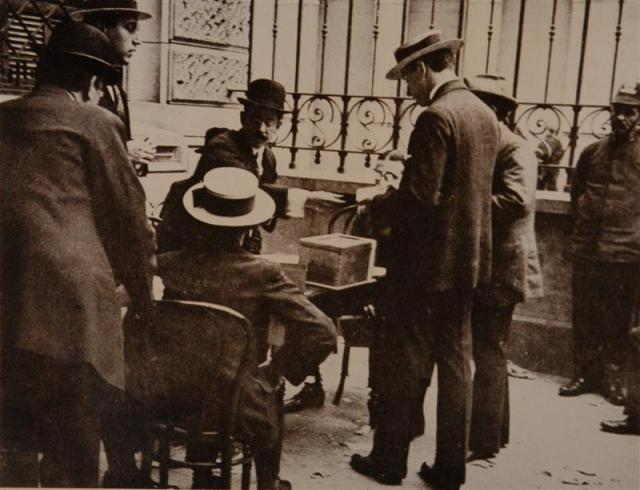
Участок для голосования в атриуме церкви.
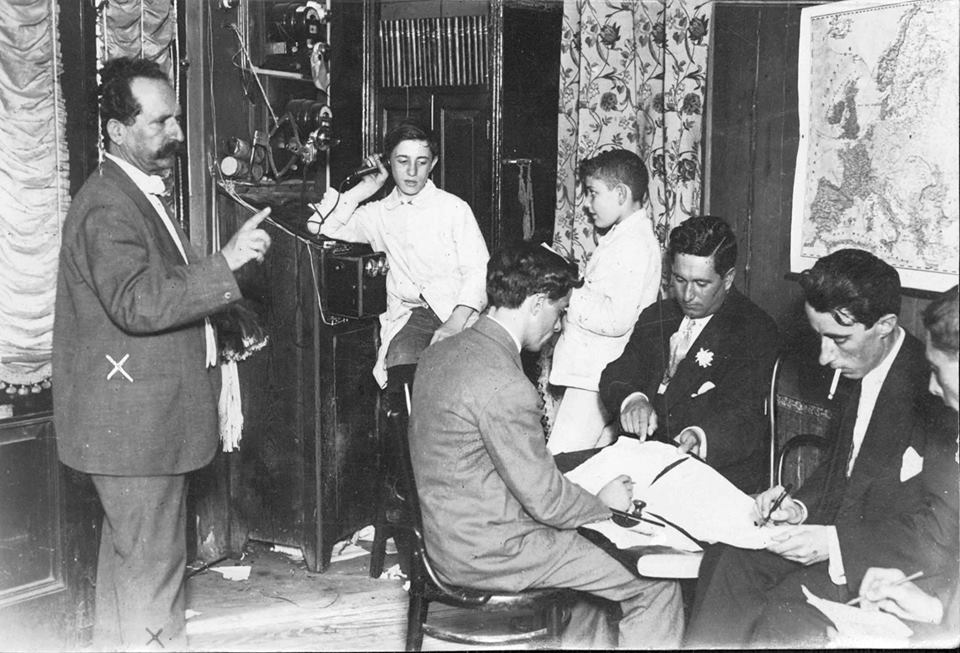
Проверка в провинции Санта-Фе.
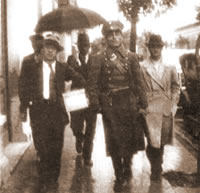
Передача урн для голосования.
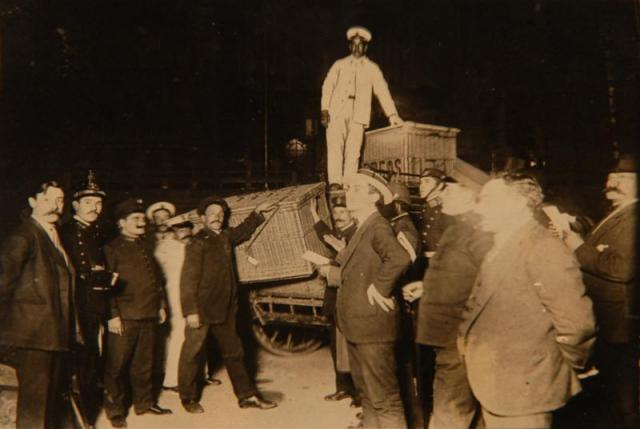
Передача урн для голосования.
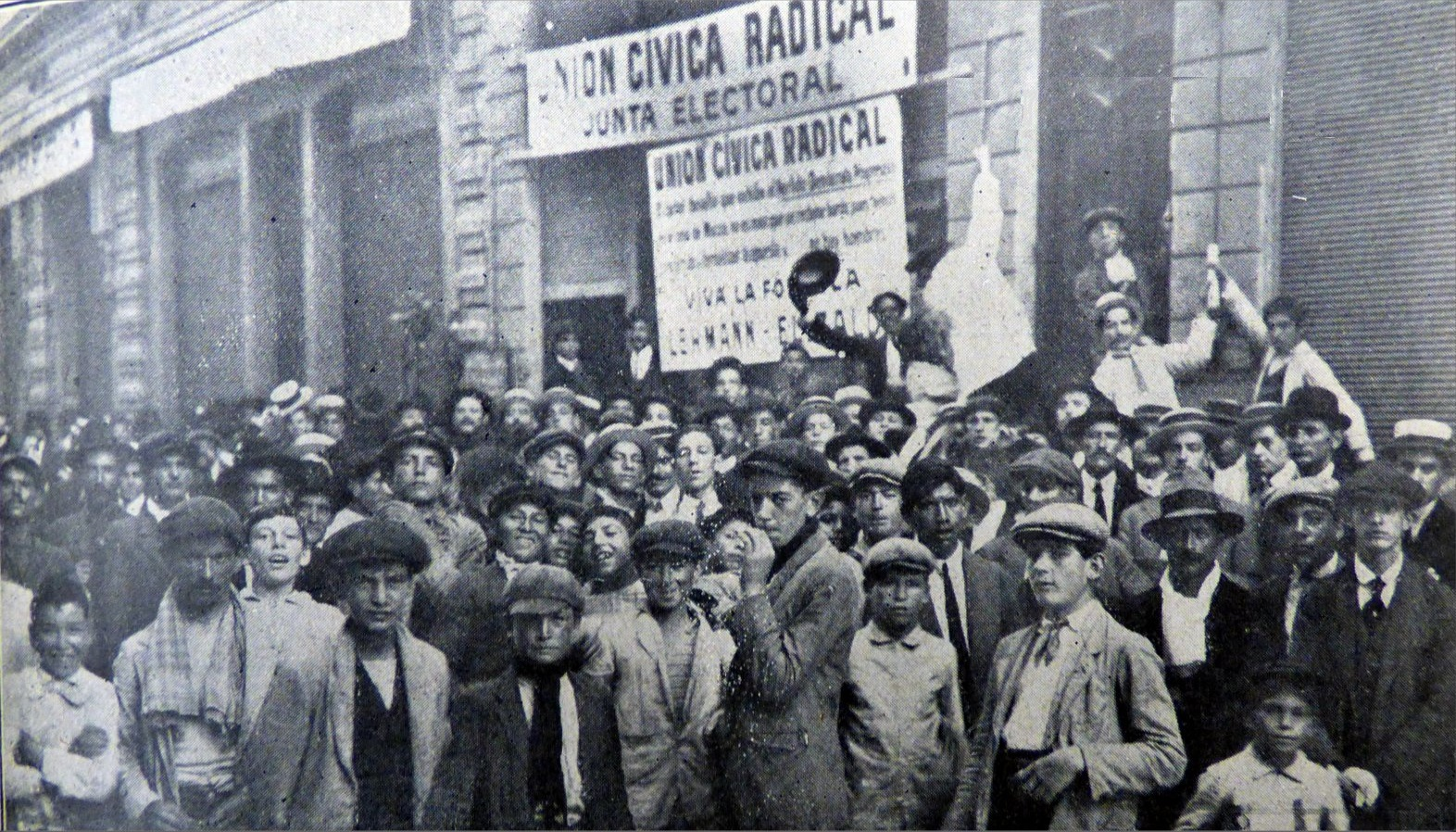
Избирательная комиссия в Росарио.
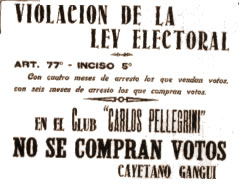
Плакат, сообщающий, что голоса на выборах покупаться не будут так как это нарушение закона.